# غواصة إس 80 بلاس
غواصة إس 80 بلاس هي فئة غواصات إسبانية بدأ تصميمها في أواخر التسعينات وبدأ الإنتاج الأولي في 2003 وتم إعادة تصميمها وبنائها في 2010، تم الإنتهاء من بناء غواصة  من مجموع 4 غواصات من المفترض أن ينضموا للبحرية الإسبانية.